# HP 48系列

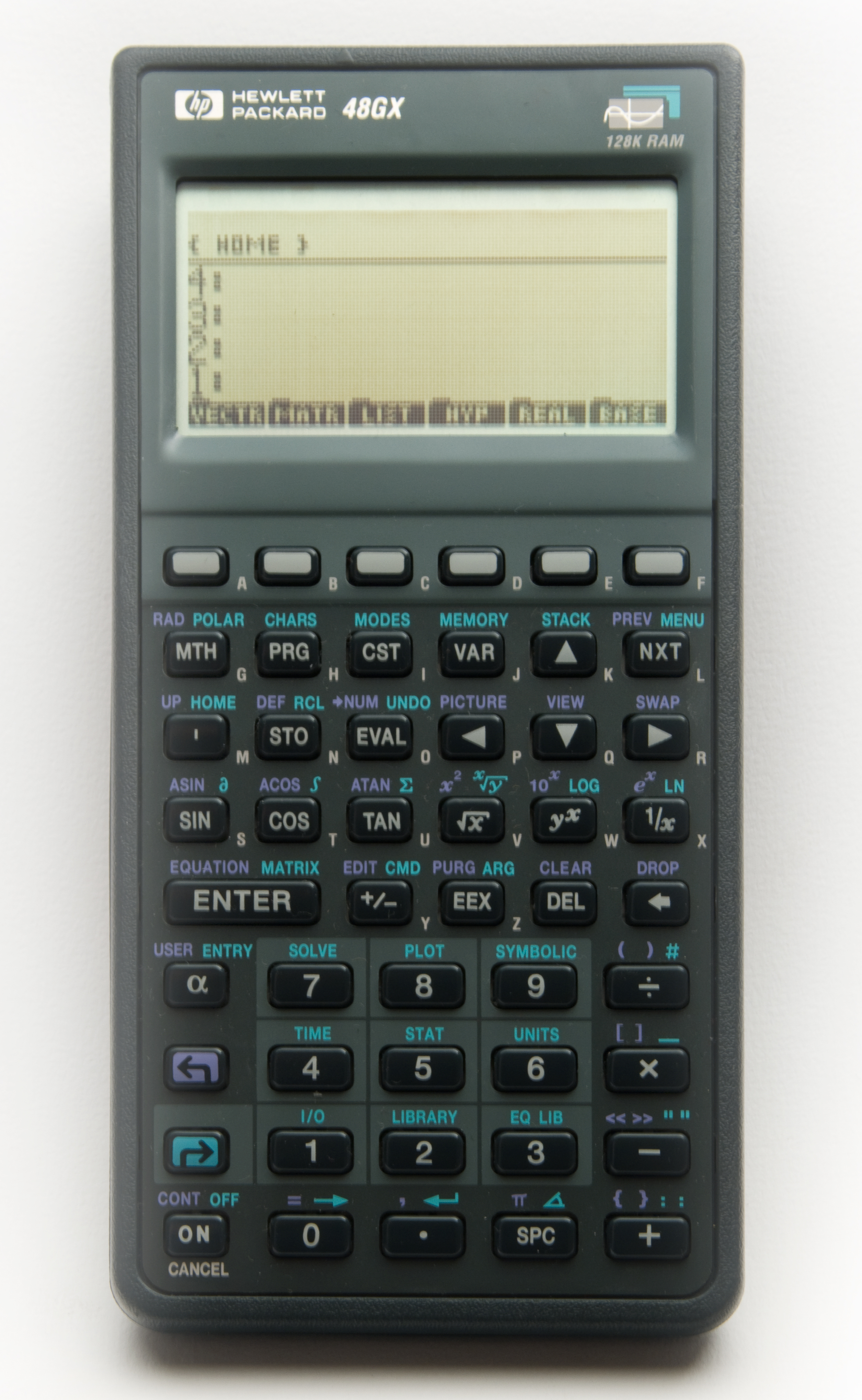
File:Hewlett-Packard 48GX Scientific Graphing Calculator.jpg

HP 48系列是惠普公司推出的一个图形计算器系列，包括了HP 48SX、HP 48S、HP 48G、HP 48G+、HP 48GX共56款机型,其中后缀为G的版本较后缀为S的版本有更大的内存，后缀为X的版本拥有扩展卡接口，但机身内存和普通版本相同。
需要注意的是2004年发布的版本 hp 48gII不属于HP 48系列，其属于HP 50G系列。

## 各型号发行时间
- 48SX: 1990–1993
- 48S: 1991–1993
- 48GX (F1895A): 1993–2003[1]
- 48GX ASEE: 1993 (special edition labelled "1893 ASEE 1993 Shaping our world - Century II")
- 48G: 1993–2003[1]
- 48G+ (F1630A, F1894A): 1998–2003[1]

## 系统特性
HP 48系列所有机型拥有RPL输入，即所谓的后缀输入法。在这个系列上，这种输入法被分成两种模式，分别为用户RPL和系统RPL。